# Maddison Inglis
Maddison Inglis (Perth, 14 gennaio 1998) è una tennista australiana.

## Carriera
Allenata da Andrew Roberts, Maddison Inglis ha vinto 9 titoli in singolare e 8 titoli in doppio nel circuito ITF. Il 2 marzo 2020 ha raggiunto la sua migliore posizione nel singolare WTA piazzandosi 112ª. Il 3 febbraio 2020, invece, ha raggiunto il miglior piazzamento mondiale nel doppio alla posizione n°177.
Maddison è entrata per la prima volta nel main draw di uno Slam nel 2015, a Melbourne, nella specialità del doppio in coppia con Alexandra Nancarrow. L'esordio in singolare invece è arrivato l'anno successivo.
Nel 2022 raggiunge il miglior risultato in uno Slam: il terzo turno agli Australian Open. Grazie ad una wildcard salta le qualificazioni e vince il primo turno contro la canadese Leylah Annie Fernandez (6-4 6-2), supera anche il secondo turno vincendo in tre set contro Hailey Baptiste (7–6(4) 2-6 6-2). Viene tuttavia fermata al terzo turno dall'estone Kaia Kanepi, nonostante l'australiana avesse vinto il primo set (6-2 2-6 0-6).

## Vita privata
Maddison è nata a Perth in Australia, ha un fratello, James, e una sorella, Georgia. Ha cominciato a giocare a tennis all'età di 5 anni e la sua tennista preferita è Samantha Stosur.

## Statistiche ITF

### Singolare

#### Vittorie (9)
| Torneo $100.000 (1) |
| Torneo $80.000 (0)  |
| Torneo $75.000 (0)  |
| Torneo $60.000 (2)  |
| Torneo $50.000 (0)  |
| Torneo $40.000 (0)  |
| Torneo $25.000 (6)  |
| Torneo $15.000 (0)  |

| N. | Data             | Torneo                                                   | Superficie | Avversaria in finale | Punteggio        |
| 1. | 26 maggio 2019   | Chang ITF Thailand Pro Circuit Nonthaburi, Nonthaburi    | Cemento    | Peangtarn Plipuech   | 6-0, 6-2         |
| 2. | 14 luglio 2019   | Saskatoon Women's, Saskatoon                             | Cemento    | Katherine Sebov      | 6-4, 2-6, 6-4    |
| 3. | 13 ottobre 2019  | Hooper Accountants Toowoomba International, Toowoomba    | Cemento    | Kyōka Okamura        | 6-1, 4-6, 6-0    |
| 4. | 2 febbraio 2020  | McDonald's Burnie International, Burnie                  | Cemento    | Sachia Vickery       | 2-6, 6-3, 7-5    |
| 5. | 23 febbraio 2020 | Perth Tennis International, Perth                        | Cemento    | Destanee Aiava       | 6-4, 7-6(4)      |
| 6. | 16 aprile 2023   | SEIMS Cup, Osaka                                         | Cemento    | Han Na-lae           | 6-3, 7-6(2)      |
| 7. | 17 marzo 2024    | Mildura Tennis International, Mildura                    | Erba       | Tina Nadine Smith    | 6-4, 6-1         |
| 8. | 28 aprile 2024   | Ando Securities Open, Tokyo                              | Cemento    | Ena Shibahara        | 6-4, 3-6, 6-2    |
| 9. | 27 ottobre 2024  | City of Playford Tennis International, Città di Playford | Cemento    | Himeno Sakatsume     | 7-6(7), 5-7, 6-1 |

#### Sconfitte (9)
| Torneo $100.000 (0) |
| Torneo $80.000 (0)  |
| Torneo $75.000 (0)  |
| Torneo $60.000 (4)  |
| Torneo $50.000 (0)  |
| Torneo $40.000 (0)  |
| Torneo $25.000 (5)  |
| Torneo $15.000 (0)  |

| N. | Data              | Torneo                                                   | Superficie | Avversaria in finale | Punteggio        |
| 1. | 14 aprile 2019    | Sunrise Aluminium Women's Circuit, Hong Kong             | Cemento    | Ma Shuyue            | 6-4, 3-6, 2-6    |
| 2. | 6 ottobre 2019    | Brisbane QTC Tennis International, Brisbane              | Cemento    | Asia Muhammad        | 3-6, 6-3, 3-6    |
| 3. | 27 ottobre 2019   | Bendigo Women's International, Bendigo                   | Cemento    | Lizette Cabrera      | 2-6, 3-6         |
| 4. | 30 ottobre 2022   | City of Playford Tennis International, Città di Playford | Cemento    | Kimberly Birrell     | 6-3, 5-7, 4-6    |
| 5. | 26 febbraio 2023  | Swan Hill International, Swan Hill                       | Erba       | Arina Rodionova      | 4-6, 3-6         |
| 6. | 20 maggio 2023    | WTA Monzon Conchita Martinez, Monzón                     | Cemento    | Gabriela Knutson     | 4-6, 2-6         |
| 7. | 15 settembre 2024 | Perth Tennis International, Perth                        | Cemento    | Talia Gibson         | 7-6(5), 1-6, 3-6 |
| 8. | 13 ottobre 2024   | Cairns Tennis International, Cairns                      | Cemento    | Destanee Aiava       | 2-6, 6-4, 5-7    |
| 9. | 9 febbraio 2025   | Brisbane QTC Tennis International, Brisbane              | Cemento    | Kimberly Birrell     | 2-6, 6-4, 6(2)-7 |

### Doppio

#### Vittorie (8)
| Torneo $100.000 (0) |
| Torneo $80.000 (0)  |
| Torneo $75.000 (0)  |
| Torneo $60.000 (3)  |
| Torneo $50.000 (0)  |
| Torneo $40.000 (1)  |
| Torneo $25.000 (4)  |
| Torneo $15.000 (0)  |

| N. | Data              | Torneo                                            | Superficie | Compagna       | Avversarie in finale              | Punteggio        |
| 1. | 5 ottobre 2018    | Brisbane QTC Tennis International, Brisbane       | Cemento    | Kaylah McPhee  | Rutuja Bhosale Xu Shilin          | 7-5, 6-4         |
| 2. | 26 ottobre 2019   | Bendigo Women's International, Bendigo            | Cemento    | Kaylah McPhee  | Naiktha Bains Tereza Mihalíková   | 3-6, 6-2, [10-2] |
| 3. | 10 settembre 2022 | Santarém Magnesium K Active Ladies Open, Santarém | Cemento    | Mai Hontama    | Suzan Lamens Anastasija Tichonova | 6-0, 6-4         |
| 4. | 16 settembre 2023 | Perth Tennis International, Perth                 | Cemento    | Destanee Aiava | Misaki Matsuda Naho Sato          | 6-1, 6-4         |
| 5. | 23 settembre 2023 | Perth Tennis International, Perth                 | Cemento    | Destanee Aiava | Talia Gibson Taylah Preston       | 6-3, 7-6(3)      |
| 6. | 4 novembre 2023   | NSW Open, Sydney                                  | Cemento    | Destanee Aiava | Kyōka Okamura Ayano Shimizu       | 6-0, 6-0         |
| 7. | 14 settembre 2024 | Perth Tennis International, Perth                 | Cemento    | Talia Gibson   | Erina Hayashi Saki Imamura        | 6-2, 6-4         |
| 8. | 17 novembre 2024  | Brisbane QTC Tennis International, Brisbane       | Cemento    | Destanee Aiava | Yūki Naitō Ankita Raina           | 6-3, 6-4         |

#### Sconfitte (6)
| Torneo $100.000 (0) |
| Torneo $80.000 (0)  |
| Torneo $75.000 (0)  |
| Torneo $60.000 (2)  |
| Torneo $50.000 (0)  |
| Torneo $40.000 (0)  |
| Torneo $25.000 (4)  |
| Torneo $15.000 (0)  |

| N. | Data              | Torneo                                                   | Superficie | Compagna            | Avversarie in finale           | Punteggio           |
| 1. | 22 maggio 2016    | ITF NH NongHyup Goyang Women's Challenger Tennis, Goyang | Cemento    | Anastasija Gasanova | Freya Christie Harriet Dart    | 3–6, 2–6            |
| 2. | 14 aprile 2019    | Sunrise Aluminium Women's Circuit, Hong Kong             | Cemento    | Kaylah McPhee       | Paige Hourigan Aldila Sutjiadi | 3–6, 1–6            |
| 3. | 21 settembre 2019 | Cairns Tennis International, Cairns                      | Cemento    | Asia Muhammad       | Emily Fanning Abbie Myers      | 6–2, 6(2)–7, [7–10] |
| 4. | 7 ottobre 2023    | Cairns Tennis International, Cairns                      | Cemento    | Lizette Cabrera     | Yuki Naito Naho Sato           | 6-4, 3-6, [2-10]    |
| 5. | 25 novembre 2023  | Brisbane QTC Tennis International, Brisbane              | Cemento    | Destanee Aiava      | Talia Gibson Priscilla Hon     | 6-4, 5-7, [5-10]    |
| 6. | 3 novembre 2024   | NSW Open, Sydney                                         | Cemento    | Destanee Aiava      | Lizette Cabrera Taylah Preston | 1-6, 6-3, [8-10]    |

## Risultati in progressione
| Sigla | Risultato               |
| ----- | ----------------------- |
| V     | Vincitore               |
| F     | Finalista               |
| SF    | Semifinalista           |
| O     | Oro olimpico            |
| A     | Argento olimpico        |
| SF    | Bronzo olimpico         |
| QF    | Quarti di Finale        |
| 4T    | Quarto turno            |
| 3T    | Terzo turno             |
| 2T    | Secondo turno           |
| 1T    | Primo turno             |
| RR    | Round Robin             |
| LQ    | Turno di qualificazione |
| A     | Assente                 |
| ND    | Non disputato           |

| Legenda superfici    |
| -------------------- |
| Cemento              |
| Terra battuta        |
| Erba                 |
| Superficie variabile |

### Singolare
| Tornei del Grande Slam |     |     |     |     |     |     |     |     |     |     |           |           |
| Australian Open        | Q1  | Q1  | 1T  | A   | A   | Q1  | Q2  | 1T  | 3T  | Q1  | 0 / 3     | 2–3       |
| Open di Francia        | A   | A   | A   | A   | A   | A   | 1T  | A   | Q1  | A   | 0 / 1     | 0–1       |
| Wimbledon              | A   | A   | A   | A   | A   | A   | ND  | Q2  | 1T  | A   | 0 / 1     | 0–1       |
| US Open                | A   | A   | A   | A   | A   | Q2  | 1T  | Q1  | Q3  | A   | 0 / 1     | 0–1       |
| Totale V–S             | 0–0 | 0–0 | 0–1 | 0–0 | 0–0 | 0–0 | 0–2 | 0–1 | 2–2 | 0-0 | 0 / 6     | 2–6       |
| Vittorie %             | –   | –   | 0%  | –   | –   | –   | 0%  | 0%  | 50% | –   | 25%       | 25%       |
| Ranking a fine anno    | ND  | 781 | 538 | 771 | 389 | 134 | 129 | 136 | 177 | 277 | 957.218 $ | 957.218 $ |

### Doppio
| Tornei del Grande Slam |     |     |     |     |     |     |     |     |     |       |     |     |
| Australian Open        | 1T  | A   | A   | A   | A   | 2T  | 2T  | 1T  | A   | 0 / 4 | 2–4 |     |
| Open di Francia        | A   | A   | A   | A   | A   | A   | A   | A   | A   | 0 / 0 | 0–0 |     |
| Wimbledon              | A   | A   | A   | A   | A   | ND  | A   | A   | A   | 0 / 0 | 0–0 |     |
| US Open                | A   | A   | A   | A   | A   | A   | A   | A   | A   | 0 / 0 | 0–0 |     |
| Totale V–S             | 0–1 | 0–0 | 0–0 | 0–0 | 0–0 | 1–1 | 1–1 | 0-1 | 0-0 | 0 / 4 | 2–4 |     |
| Vittorie %             | 0%  | –   | –   | –   | –   | 50% | 50% | 0%  | –   |       | 33% | 33% |
| Ranking a fine anno    | 731 | 585 | 878 | 535 | 251 | 205 | 210 | 407 | 268 |       |     |     |

### Doppio misto
| Tornei del Grande Slam |     |     |     |     |     |     |     |     |       |     |
| Australian Open        | 1T  | A   | A   | A   | 1T  | A   | A   | QF  | 0 / 3 | 2–3 |
| Open di Francia        | A   | A   | A   | A   | A   | A   | A   | A   | 0 / 0 | 0–0 |
| Wimbledon              | A   | A   | A   | A   | ND  | A   | A   | A   | 0 / 0 | 0–0 |
| US Open                | A   | A   | A   | A   | A   | A   | A   | A   | 0 / 0 | 0–0 |
| Totale V–S             | 0–1 | 0–0 | 0–0 | 0–1 | 0–0 | 0–0 | 0–0 | 2–1 | 0 / 3 | 2–3 |
| Vittorie %             | 0%  | –   | –   | 0%  | –   | –   | –   | 67% | 0%    | 0%  |